# Krimberg
Der Krimberg (slowenisch Krim) (1107 m) ist ein Berg im Dinarischen Gebirge im Süden des Laibacher Moors (slowenisch Ljubljansko barje) in Slowenien.

## Lage

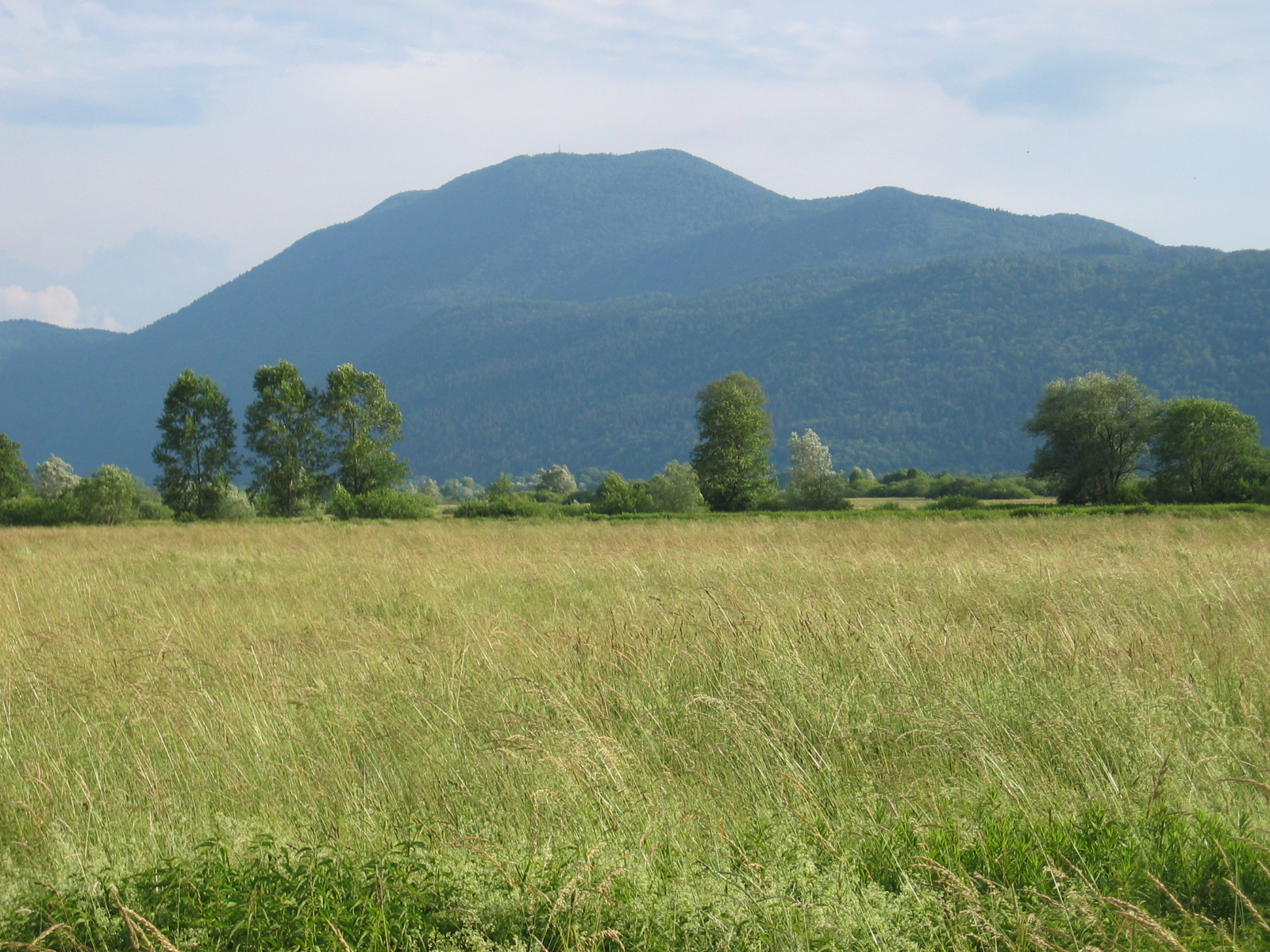
Der Krimberg vom Laibacher Moor

Der Krimberg liegt auf dem Gemeindegebiet von Ig südöstlich von Kamnik pod Krimom in der Gemeinde Brezovica in Slowenien zwischen Ljubljana im Norden und Cerknica im Süden. Der Berg bietet eine gute Aussicht auf das Laibacher Moor, die Karawanken, die Steiner Alpen und die Julischen Alpen.

## Geschichte
Im Franziszeischen Kataster wurde der Krimberg als Koordinatenursprung für die Krain, Kärnten und das Küstenland verwendet. Am Berg befand sich im Zweiten Weltkrieg das Partisanenkrankenhaus Krvavica. Von 1970 bis 1991 war der Berg von der Jugoslawischen Volksarmee in Anspruch genommen. Der Gipfel trägt Sendeanlagen.

## Tourismus
Auf den Berg führen verschiedene Anstiege, u. a. von Ig (Slowenien) (Iggsdorf).

## Belege
1. ↑  Der Stabile Kataster in der Steiermark. In: landesarchiv.steiermark.at. Abgerufen am 16. Juli 2017.